# Neochmia
Neochmia là một chi chim trong họ Estrildidae.

## Các loài
- Neochmia temporalis
- Neochmia phaeton
- Neochmia ruficauda
- Neochmia modesta